# Antonio Hernández Gil
Antonio Hernández Gil (Puebla de Alcocer, Badajoz, 29 de març de 1915 - Madrid, 26 de maig de 1994) va ser un jurista i polític espanyol.

## Biografia
Llicenciat en dret per la Universitat de Salamanca, es va doctorar en la de Madrid el 1934 amb premi extraordinari. El mateix any va aconseguir la càtedra de dret civil en la Universitat de Granada, on va exercir la docència fins a 1954 en què es va traslladar a la Universitat Complutense de Madrid.
En 1975 va ser president de la Reial Acadèmia de Jurisprudència i Legislació i després de les eleccions generals espanyoles de 1977 nomenat pel Rei senador i President de les Corts i del Consell del Regne, càrrec que va ocupar fins al mateix moment en què el Rei va sancionar en acte solemne la Constitució (29 de desembre de 1978).
En 1982 és nomenat president del Consell d'Estat i el 1985 del Tribunal Suprem i del nou Consell General del Poder Judicial. En 1986 va sofrir un atemptat de l'organització terrorista ETA, del que va resultar il·lès, tot i que el cotxe en el qual viatjava fou perforat per tres granades. Entre 1983 i 1991 va ser també director de la Reial Acadèmia d'Extremadura i va ser condecorat el 1986 amb la Medalla d'Extremadura, la seva terra natal.

## Obres
- Naturaleza jurídica de la obligación alternativa (1942)
- La solidaridad en las obligaciones (1946)
- El futuro del derecho civil (1958)
- Metodología de la ciencia del derecho (1973)
- El abogado y el razonamiento jurídico (1975)
- La posesión (1980)
- El cambio político español y la Constitución (1981)